# Страна солнца
«Страна солнца» (англ. Summerland) — британская драма 2020 года, режиссёром и сценаристом выступила Джессика Суэйл. В главных ролях Джемма Артертон, Гугу Мбата-Роу, Лукас Бонд, Дикси Эгерикс и Том Кортни .
Фильм вышел в Великобритании 31 июля 2020 года.

## Сюжет
Во время Второй мировой войны писательница-затворник, Элис Лэмб, вынуждена взять под опеку мальчика, эвакуированного из Лондона из-за бомбардировок. Со временем она привязывается к нему и вспоминает свою давно утраченную любовь.

## В ролях
- Джемма Артертон — Элис Лэмб
- Гугу Мбата-Роу — Вера
- Пенелопа Уилтон — Элис в старости
- Том Кортни — мистер Салливан
- Лукас Бонд — Фрэнк
- Дикси Эгерикс — Эди
- Доминик МакГриви — мальчик
- Аойбайн Макфлинн — Кэсси

## Производство
В сентябре шли съемки по всему Восточному Сассексу, в городах Сифорд и Брайтон, а также в графстве Кент. В октябре 2018 года прошли съёмки на исторической верфи Чатем в Кенте. Съемки завершились к ноябрю.

## Релиз
Фильм был выпущен в Великобритании 31 июля 2020 года.
На Rotten Tomatoes фильм имеет рейтинг 77 %, основанный на 114 рецензиях, со средней оценкой 6,6 / 10. На Metacritic фильм имеет средневзвешенную оценку 56 из 100, основанную на 22 отзывах, что указывает на «смешанные или средние отзывы».